# Karl Schaper (Theologe)

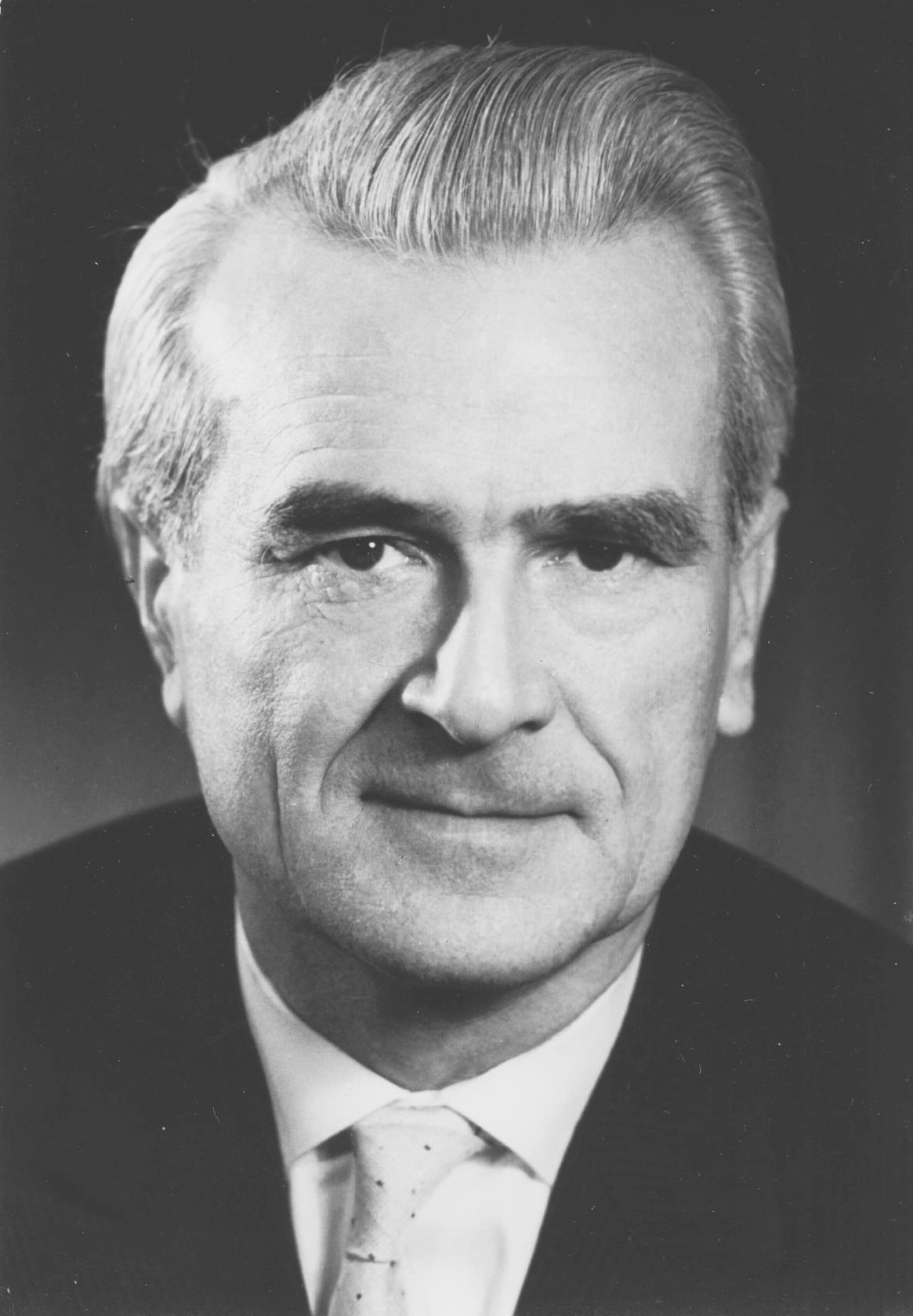
Karl Schaper (1964)

Friedrich Wilhelm Karl Schaper (* 25. Februar 1910 in Wietze bei Celle; † 21. Februar 1965 in Stendal/Altmark) war ein deutscher evangelischer Theologe.

## Leben und Wirken
Karl Schaper war der älteste von drei Söhnen des Buchhalters Karl Schaper (1873–1944) und seiner Ehefrau Lina, geb. Ismer (1888–1976). Nach dem Abitur in Celle studierte er von 1930 bis 1938 in Göttingen, Marburg a. d. Lahn (u. a. bei Rudolf Bultmann) und in Berlin Theologie. 1934 unterbrach er sein Studium für zwei Jahre, um die nötigen finanziellen Mittel zur Fortsetzung des Studiums zu erwerben: Er ging in den Arbeitsdienst nach Ostpreußen, arbeitete bei der Deutsche Erdöl AG in Wietze und übernahm eine Hauslehrer- und Erzieherstelle in Berlin-Dahlem.
Unter Paul Gerhardt Möller war er mit dem Auf- und Ausbau der Stadtmissionsgemeinde in Berlin-Neukölln betraut. Seit dieser Zeit hatten Innere Mission und Diakonie für ihn einen besonderen Stellenwert, er sah darin einen „Weg zu einer Erweckung und Verlebendigung unseres weithin toten Kirchentums“. Die Person Johann Hinrich Wicherns und die Geschichte des „Rauhen Hauses“ sollten ihm zu einer maßgebenden theologischen Orientierung werden. Nach Ablegung des Ersten Theologischen Examens im Januar 1938 absolvierte Karl Schaper sein Vikariat bei der Berliner Stadtmission, in Blankenfelde bei Berlin, am Predigerseminar Ilsenburg und als Prädikant in Leitzkau. Im September 1939 heiratete er die Ärztin Eva Margarete Schubert (1913–1986) aus Berlin, die er in Marburg als Gasthörerin im Kolleg von Bultmann kennengelernt hatte. Sie war eine Tochter des Oberbaurates Max Schubert (1872–1939) und seiner Ehefrau Margarete, geb. Herbert (1886–1961), und Nichte von Ernst Schubert, Botschaftsprediger in Rom zwischen 1905 und 1928. Aus der Ehe gingen acht Kinder hervor.
Aus Gründen der „brüderlichen Solidarität“ hatte Schaper sich freiwillig zur Wehrmacht gemeldet und war mit Datum 15. November 1939 eingezogen worden. Im Februar 1940 konnte er noch sein Zweites Theologisches Examen in Tübingen ablegen. Als Soldat wurde er in der Sowjetunion (Staraja Russa am Ilmensee) mehrfach schwer verwundet, das linke Bein musste amputiert werden. Am 12. September 1944 wurde sein Vater Opfer des Luftangriffs der Alliierten auf Lehrte. Noch im Lazarett in Oschatz erreichte Schaper am 14. März 1945 die Mitteilung, dass er laut Entscheid des Evangelischen Oberkirchenrates in Berlin für die Pfarrstelle Eilsleben (Börde) bestimmt war. 1948 erfolgte die Berufung zum Konsistorialrat an das Konsistorium Magdeburg. In diese Zeit fällt die Gründung und der Aufbau der Predigerschule in Wittenberg und der Beginn einer intensiven Zusammenarbeit mit Propst Wolfgang Staemmler. Im Jahr 1954 wurde Karl Schaper als Nachfolger von Helmut Schapper zum Propst der Altmark berufen und am 28. Juni in der Marienkirche zu Stendal durch Bischof Ludolf Müller in sein Amt eingeführt.

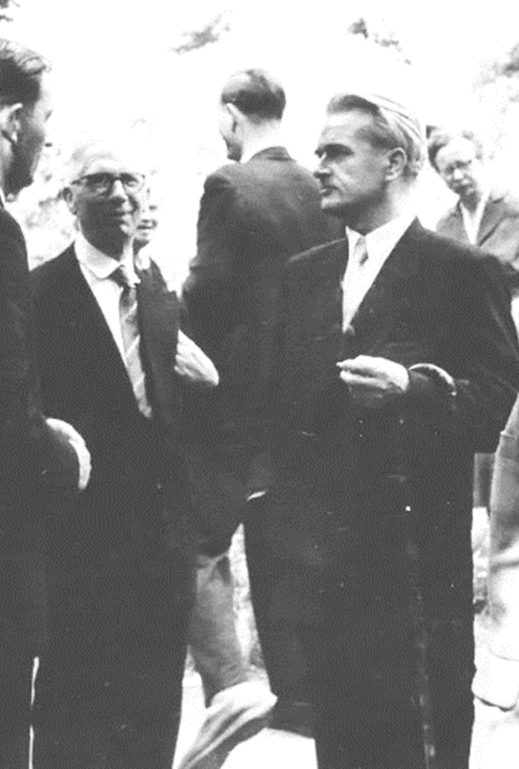
Wolfgang Staemmler und Karl Schaper 1950: Predigerprüfung in Wittenberg.

Schaper amtierte als Pfarrer 1954–1961 in Eichstedt bei Stendal, ab 1961 am Stendaler Dom. Im August 1962 wurde ihm durch Bischof Johannes Jänicke die Bevollmächtigung für das Johanniter-Krankenhaus in Stendal übertragen, zugleich führte er den Vorsitz im Vorstand des Adelberdt-Diakonissen-Mutterhauses.

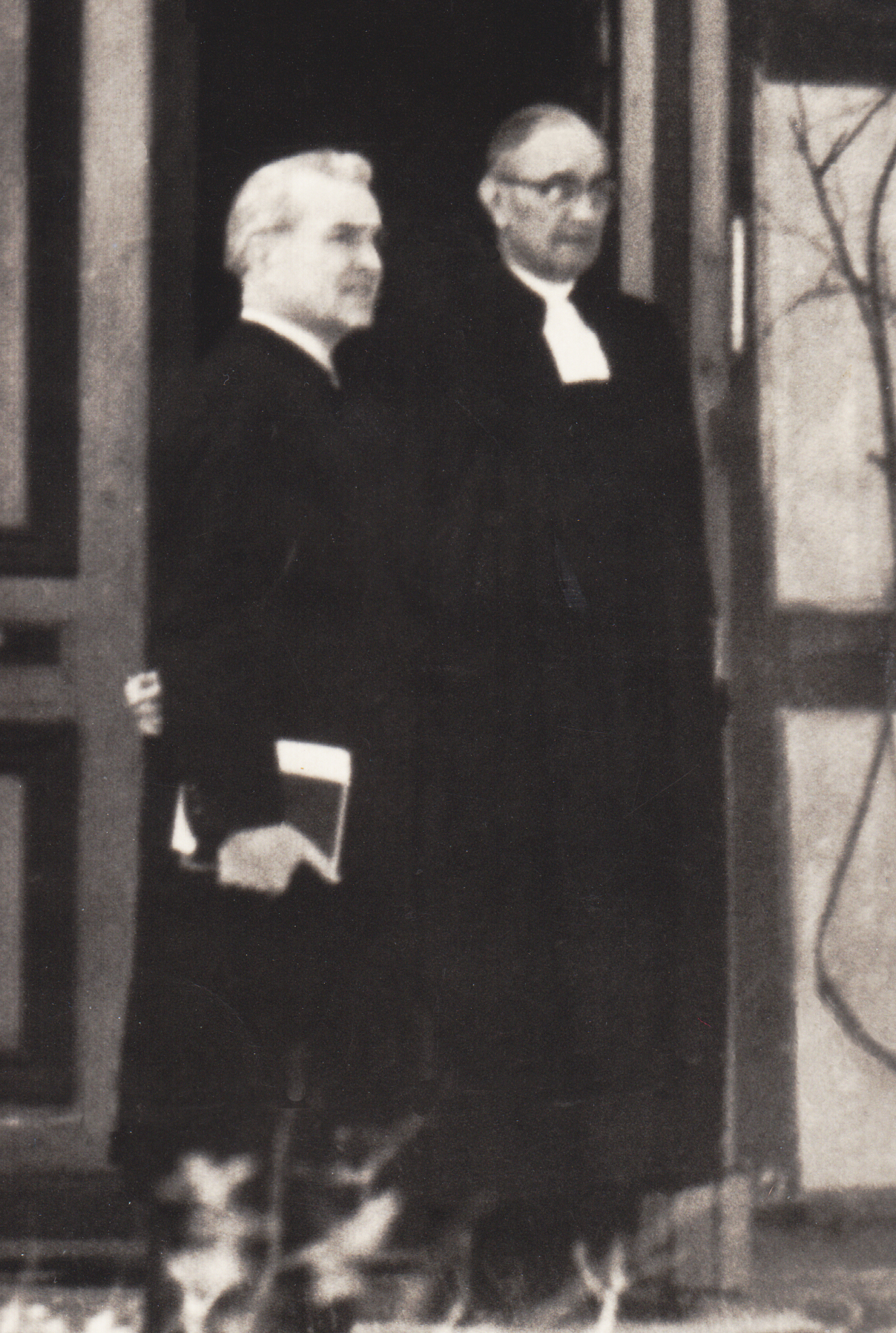
Karl Schaper und Martin Niemöller 1956 vor dem „Schapper'schen“ Pfarrhaus in Groß Möringen (heute Möringen/Stendal).

Karl Schaper besaß eine große persönliche Ausstrahlungskraft und war ein überzeugender Prediger und Theologe. Mit großer Energie setzte er sich für die kirchlichen Belange und die Nöte in den Gemeinden der Altmark ein und nahm deutlich Stellung zu drängenden sozialen und politischen Fragen, insbesondere zu den Kontroversen zwischen Staat und Kirche über die Zwangskollektivierung der Landwirtschaft, zu den Auseinandersetzungen über die Einführung der Jugendweihe, zu den Folgen des Berliner Mauerbaus und zum Wehrersatzdienst. Bei all dem war es dem Propst wichtig, die Kontakte zu Vertretern der Kirche in der Bundesrepublik Deutschland nicht abreißen zu lassen.
Enger Vertrauter und Freund war ihm Walter Münker, Superintendent in Gardelegen und späterer Propst zu Halle, der am 26. Februar 1965 auch die Traueransprache im Stendaler Dom hielt. Karl Schaper starb an den Spätfolgen seiner Kriegsverletzungen. Er wurde auf dem Städtischen Friedhof in Stendal beerdigt, ebenso seine Frau, die 1986 in Halle von einem Auto auf einem Fußgängerüberweg erfasst und tödlich verletzt wurde.

## Schriften
- Diakonie – neue Existenz in Freiheit. Festgabe zum 70. Geburtstag von Bischof Ludolf Hermann Müller, Magdeburg. In: Die Innere Mission, Berlin-Dahlem, 43. Jg., 1952.
- Innere Mission: Wesens- und Lebensäusserung der Kirche. In: Die Innere Mission, Berlin-Dahlem, 44. Jg., 1954, 45.

- Die Volkstümlichkeit in der volksmissionarischen Verkündigung. In: Die Zeichen der Zeit, EVA GmbH, Berlin, 1955, Heft 6, 215–220.
- Die evangelische Kirche zu Eichstedt. Buch- und Kunstdruckerei F. Höhn, Stendal, 1960, 11 Seiten.
- Adelbert-Diakonissen-Mutterhaus 1862-1962. Buch- und Kunstdruckerei F. Höhn, Stendal, 1962, 11 Seiten.
- Ein unbekannter Wichernbrief. Druckhaus F. Becker und Sohn KG, Tangermünde, 1962, 15 Seiten.
- Jürgen Nikolaus Hahl – Pionier des „Rauhen Hauses“ in Narwa. In: Kirche im Osten, R. Stupperich (Hrsg.), Vandenhoeck & Ruprecht, Göttingen, 1966, Band 9, 101–116.